# Sula granti
Sula granti là một loài chim trong họ Sulidae. Chúng được tìm thấy ở phía đông Thái Bình Dương, chủ yếu trên quần đảo Galápagos và đảo Clipperton. Quần đảo Revillagigedo ngoài khơi Baja California có thể là giới hạn cuối trong dải phân bố sinh sản của chúng.

## Phân loại học
Sula granti trước đây được xem là một phân loài của chim điên mặt xanh nhưng hiện được công nhận là một loài riêng biệt. Chúng khác nhau về đặc điểm sinh thái và hình thái cũng như dữ liệu chuỗi DNAmtDNA cytochrome b. Sula granti cùng có mặt với chim điên mặt xanh trên đảo Clipperton, nơi có thể chúng lai hóa rất ít.